# بودش
شهر بودش (به رومانیایی: Budeşti) در شهرستان کلرش در کشور رومانی واقع شده‌است. جمعیت این شهر ۹٬۵۹۶ نفر  است.